# 荒木耕治
荒木 耕治（あらき こうじ、1950年〈昭和25年〉3月6日 - ）は、日本の政治家。屋久島町長（3期）、元上屋久町議会議員（4期）。

## 来歴
1950年（昭和25年）3月6日、鹿児島県熊毛郡上屋久町（現・屋久島町）で生まれる。
1972年（昭和47年）、亜細亜大学経済学部を卒業する。
1995年（平成7年）、上屋久町議会議員選挙に出馬し、初当選。在任中に上屋久町議会議長を務める。
2007年（平成19年）11月11日、上屋久町と屋久町の合併による屋久島町発足に伴う屋久島町長選挙に出馬したが、旧屋久町長の日高十七郎に破れ、落選する。
2011年（平成23年）10月30日、任期満了に伴う屋久島町長選挙に出馬し、現職の日高十七郎らを破り、初当選。
2015年（平成27年）10月25日、任期満了に伴う屋久島町長選挙に出馬し、無投票で再選を果たす。
2019年（令和元年）10月27日、任期満了に伴う屋久島町長選挙に出馬し、新人の小脇清治を破り、再選を果たす。

### 出張旅費着服問題
2020年1月、荒木が2016年3月から2019年11月にかけて町費で支出した通常運賃の航空券を払い戻し、運賃の安いシルバー割引の航空券を購入し直した差額の約51万円を飲食などに使用したとして、住民と屋久島町議会議員が刑事告発した。これを受けて荒木は不正が明らかになった分を屋久島町などに返還し、6ヵ月間給与を受け取らないと表明した一方、町長を続投する考えを示した。
同年7月16日、鹿児島県警・屋久島警察署が荒木を詐欺や虚偽有印公文書作成などの疑いで鹿児島地検に書類送検した。これを受けて荒木は報道陣のインタビューに対し「捜査の推移・経過を見守りたい」と述べ、辞任を否定した。
同年9月4日、鹿児島地検は荒木を起訴猶予処分とした。